# Zdenek Sekanina
Zdenek Sekanina (Mladá Boleslav, 12 giugno 1936) è un astronomo ceco naturalizzato statunitense.
Zdenek Sekanina è un astronomo statunitense di origine ceca. Ha studiato all'Università Carolina a Praga, laureandosi nel 1959 e conseguendo il dottorato nel 1963. Sekanina è membro dell'Unione Astronomica Internazionale e partecipa ai lavori della Sezione III, nelle Commissioni 15, 20 e 22.

## Carriera
Ha lavorato al Jet Propulsion Laboratory dal 1980: continua a scrivere articoli d'Astronomia anche se attualmente è pensionato. 
Si è occupato dello studio delle meteore e della materia interplanetaria, ma fin dall'Università la sua carriera è stata rivolta in particolare allo studio delle comete.
Tra le sue ricerche sono degni di nota gli studi sulla cometa Halley, sulla frammentazione dei nuclei cometari, sull'evento della Tunguska, sulla disintegrazione e l'impatto col pianeta Giove della cometa Shoemaker-Levy 9. Ha partecipato allo studio dei dati ricevuti da varie missioni spaziali: Giotto, Stardust e SOHO.

## Pubblicazioni

### Selezione di articoli
- settembre 1983 "The Tunguska event: no cometary signature in evidence".[16]

- settembre 1992 "Major outburst of periodic Comet Halley at a heliocentric distance of 14 AU".[17]

- gennaio 1998 "Secondary fragmentation of comet Shoemaker-Levy 9 and the ramifications for the progenitor's breakup in July 1992".[18]

- febbraio 1998 "Evidence for asteroidal origin of the Tunguska object".[19]

- dicembre 2002 "FRAGMENTATION ORIGIN OF MAJOR SUNGRAZING COMETS C/1970 K1, C/1880 C1, AND C/1843 D1".[20]

- dicembre 2005 "ORIGIN OF THE MARSDEN AND KRACHT GROUPS OF SUNSKIRTING COMETS. I. ASSOCIATION WITH COMET 96P/MACHHOLZ AND ITS INTERPLANETARY COMPLEX".[21]

- settembre 2015 "WAS COMET C/1945 X1 (DU TOIT) A DWARF, SOHO-LIKE KREUTZ SUNGRAZER?".[22]

- settembre 2021 "NEW MODEL FOR THE KREUTZ SUNGRAZER SYSTEM: CONTACT-BINARY PARENT AND UPGRADED CLASSIFICATION OF DISCRETE FRAGMENT POPULATIONS".[23]

- settembre 2021 "ENIGMATIC NEBULOUS COMPANIONS TO THE GREAT SEPTEMBER COMET OF 1882 AS SOHO-LIKE KREUTZ SUNGRAZERS CAUGHT IN TERMINAL OUTBURST".[24]

- ottobre 2021 "ESTIMATING DIMENSIONS OF THE NUCLEUS OF GREAT SEPTEMBER COMET OF 1882 FROM MOTIONS OF ITS FRAGMENTS".[25]

- dicembre 2022 "POPULATIONS OF THE KREUTZ SUNGRAZER SYSTEM IN A SOHO DATABASE".[26]

- aprile 2023 "ON ELUSIVE OBSERVATIONS AND A SLY COMPANION OF COMET WIRTANEN (C/1956 F1)".[27]

- maggio 2023 "ON THE EXISTENCE OF A SUPER-KREUTZ SYSTEM OF SUNGRAZING COMETS".[28]

- luglio 2023 "FRAGMENTATION AND HISTORY OF COMET PAIR C/1844 Y1 AND C/2019 Y4".[29]

- ottobre 2023 "SPECTACULAR POST-PERIHELION TAILS OF BRIGHT KREUTZ SUNGRAZERS".[30]

## Selezione di libri
- Zdenek Sekanina & Richard Boynton Southworth, Physical and Dynamical Studies of Meteors: Meteor-fragmentation and Stream-distribution Studies, Final Report Smithsonian Astrophysical Observatory, Cambridge (MA), novembre 1975.

- Zdenek Sekanina & Fry, Lori, The Comet Halley archive: Summary volume, edito da Zdenek Sekanina e Lori Fry, pubblicato da International Halley Watch, Jet Propulsion Laboratory, NASA, Pasadena, agosto 1991.

## Riconoscimenti
Nel 1985 ha ricevuto la Exceptional Scientific Achievement Medal.
Nel 2006 la Czech Astronomical Society (CAS) gli ha assegnato il premio Nušl.
L'asteroide 1913 Sekanina è stato così denominato in suo onore.